# رومپل
رومپل (به آلمانی: Rümpel) یک شهر در آلمان است که در Stormarn واقع شده‌است. رومپل ۱٬۳۰۲ نفر جمعیت دارد.